# آدتون اوگانشی
آدتون اوگانشی (انگلیسی: Adetoun Ogunsheye؛ زادهٔ ۵ دسامبر ۱۹۲۶) سیاست‌مدار اهل نیجریه است.

## زندگی
اوگانشی سال ۱۹۲۶ در بنین کشور نیجریه زاده شد. وی از دانش‌آموختگان دانشگاه کمبریج و کالج سیمونز است.